# David Fedson
David S. Fedson est un épidémiologiste américain (né le 18 novembre 1937).
Depuis plusieurs années, il tente d'attirer l'attention sur l'impossibilité pour l'industrie du vaccin de produire, dans un court délai, suffisamment de doses pour combattre le H5N1, la forme la plus virulente de la grippe aviaire.

## Biographie
Il est diplômé en médecine de l'université Yale (1965). Après trente années de travail à titre de clinicien et chercheur à l'université de Chicago et à l'université de Virginie, il rejoint les rangs d'Aventis Pasteur MSD, une entreprise européenne spécialisée dans les vaccins. 
Il est membre de l'American College of Physicians et de la Infectious Diseases Society of America.

## Sources
- Sciences et Avenir, octobre 2005
- (en) A Profile of David Fedson